# Earthfriends Tokyo Z
L'Earthfriends Tokyo Z (アースフレンズ東京Z) è una società cestistica avente sede a Ōta, Tokyo, in Giappone. Fondata nel 2014, gioca in B.League.

## Storia
L'Earthfriends Tokyo Z è una squadra di pallacanestro giapponese fondata a Ōta nel 2014. Ha partecipato alla National Basketball Development League dal 2014 al 2016. Attualmente gioca in B3 League, la terza serie del campionato giapponese di pallacanestro.